# 大建工業
大建工業株式会社（だいけんこうぎょう、DAIKEN Corporation）は、大阪府大阪市北区に本社を置く、住宅用建材の大手メーカーである。
登記上の本店は富山県南砺市の井波工場内に所在する。
1945年（昭和20年）旧伊藤忠財閥の持株会社である大建産業の林業部が分離して成立。
リモデル分野でTOTOおよびYKK APと提携している。
なお、大阪市淀川区にある金属製品・建材メーカーの株式会社ダイケン（東証スタンダード上場）とは関係はない。

## 沿革
- 1945年 - 大建産業林業部の事業を継承して、大建木材工業株式会社設立。
- 1949年 - 大阪証券取引所上場。
- 1967年 - 大建ウォールボード工業株式会社を吸収合併し、現社名に変更。
- 1971年 - 東京証券取引所1部上場。
- 1973年 - 岡山工場で畳用ボードの生産を開始。
- 1977年 - 木質繊維板「断熱ボード」の生産を目的とした高萩工場を建設。
- 1989年 - 井波工場でドアや収納などの住機製品の生産を開始。
- 1994年 - マレーシアにダイケンサラワク社を設立。
- 1996年 - 岡山にダイライト工場を建設。
- 2000年 - TOTOと包括的業務提携。
- 2001年 - ニチハと外装材分野等で提携。
- 2002年 - TOTO、YKK APとリモデル分野で提携。
- 2005年 - マレーシアのMDF製造会社・サムリンファイバーボード社を子会社化、新社名をダイケンミリ社とする。
- 2008年 - 大建アメニティ（上海）商貿有限公司を設立。
- 2009年 - ニュージーランドのカーターホルツハーベイ社のランギオラ工場を買収し、ダイケンニュージーランド社を設立。
- 2013年 - C＆H株式会社を子会社化。
- 2015年 - インドネシアにダイケン・ダルマ・インドネシア社を現地企業との合弁で設立。
- 2015年 - 井波大建工業、岡山大建工業、東部大建工業、三重ダイケンを大建工業に統合。
- 2017年 - マンションリノベーション事業を手掛けるパックシステムを子会社化。
- 2018年 - ニュージーランドのドンファ・ニュージーランド社を買収し、ダイケンサウスランド社を設立。
- 2019年
  - 日南町森林組合、オロチ、越井木材工業との4社合弁で、LVL用単板の加工会社「日南大建株式会社」を設立。
  - カナダのCIPA Lumber Co. Ltd.（CIPA社）の株式を取得し、子会社化。
  - アメリカのPACIFIC WOODTECH CORPORATION（PWT社）の株式を取得し、子会社化。
  - リフォーム事業を展開する株式会社リフォームキューの株式を取得し、子会社化。
  - 無垢・厚単板フローリングの製造、販売、工事を手掛ける株式会社テーオーフローリングの株式を取得し、子会社化。
- 2020年
  - 日本音響エンジニアリング株式会社及び武蔵野美術大学との産学共同研究を開始。
  - 「あわじ環境未来島構想」の一環である「淡路産竹資源活用プロジェクト」に産官学共同で参画。
  - 岡山大学との包括連携協定を締結。
- 2023年 - 筆頭株主の伊藤忠商事の完全子会社であるBPインベストメント合同会社による株式公開買付けが成立。12月21日付で東京証券取引所プライム市場上場廃止。12月25日付で株主が伊藤忠商事とBPインベストメントのみとなる。
- 2025年 - 9月26日、社名を「DAIKEN（ダイケン）」に変更[2]。

## 製品
- 複合フローリング
  - 住宅用洋風床材（WPC床材・耐傷性床材・銘木床材・カラーフロアー・防音床材）
  - 住宅用和風床材
  - 集合住宅用床材
  - ビル・店舗用床材
  - 床材用造作部材
- 床暖房システム
- 内装建具（リビングドア）
- 収納（MiSEL・Fitshelf・クローク収納・玄関収納等）
- 階段
- 造作部材
- 調湿建材「さらりあ～と」
- ダイライト
- 壁材
- 天井材
- 建築音響製品（天井材・壁材・壁下地材・床下地材・防音ドア・住宅機器・機能造作部材）
- 24時間換気システム
- インシュレーションボード
- MDF
- LVL
- 畳床・畳表

## 主な関連企業
- 株式会社ダイフィット
- 株式会社ダイウッド
- セトウチ化工株式会社
- 富山住機株式会社
- 株式会社ダイタック
- 会津大建加工株式会社
- 日南大建株式会社
- エコテクノ株式会社
- ダイケンエンジニアリング株式会社
- 鉱工産業株式会社
- 三恵株式会社
- 株式会社スマイルアップ
- 株式会社リフォームキュー
- 株式会社パックシステム
- 株式会社カルテル
- 株式会社スタッフ
- 株式会社清田工業

など

## スポンサー番組

### 過去
- 銭形平次（フジテレビ）
- 時代劇スペシャル（フジテレビ）
- なんてったって好奇心（フジテレビ） - 木曜21時枠時代に提供。
- とんねるずのみなさんのおかげです（フジテレビ）- 第2期（1990年10月 - 1994年3月）途中の1993年3月で降板（後任はロッテ）。
- ウッチャンナンチャンの誰かがやらねば!（フジテレビ）
- いつでも笑みを!（関西テレビ制作、フジテレビ）
- たかじん・ナオコのシャベッタリーノ!（毎日放送制作、TBS）1996年4月から9月まで。
- 朝だ!生です旅サラダ（朝日放送）
- 徹子の部屋（テレビ朝日）
- ワールドビジネスサテライト(テレビ東京) 1999年4月から2002年3月まで。
- 久米宏 ラジオなんですけど（TBSラジオ）
- 大沢悠里のゆうゆうワイド（TBSラジオ） - 10時20分頃の「ゆうゆうお天気」。CMは「DAIKENお家予報」として天気予報のパロディになっていた。
- 辰巳琢郎の家物語〜リモデル★きらり（BS朝日） - 提携するTOTO、YKK APと共同提供

## その他
- ガンバ大阪ユニフォーム・トランクススポンサー（2012年 - ）
- 明治神宮野球場で1969年から1980年にかけてレフトポール際のフェンス広告看板を提供していた。
- 企業ロゴは創業当初から毛筆体であったが、1990年にコーポレートアイデンティティ（CI）を採用し、「D」をモチーフにしたシンボルマークを採用している。また社名表記を使う場合は「DAIKEN」「大建工業」とも丸文字になっている。